# Ottavio Cogliati
Ottavio Cogliati (ur. 4 czerwca 1939 w Nerviano, zm. 20 kwietnia 2008 w Magencie we Włoszech) – włoski kolarz szosowy, srebrny medalista olimpijski.

## Kariera
Największy sukces w karierze Ottavio Cogliati osiągnął w 1960 roku, kiedy wspólnie z Livio Trapè, Antonio Bailettim i Giacomo Fornonim zdobył złoty medal w drużynowej jeździe na czas podczas igrzysk olimpijskich w Rzymie. Był to jedyny medal wywalczony przez Cogliatiego na międzynarodowej imprezie tej rangi oraz jego jedyny start olimpijski. Poza igrzyskami był między innymi trzeci w Giro del Mendrisiotto w 1959 roku. Nigdy nie zdobył medalu na szosowych mistrzostwach świata.